# 天主教貝尼宗座代牧區
天主教貝尼宗座代牧區（拉丁語：Vicariatus Apostolicus Benensis）是玻利維亞一個羅馬天主教宗座代牧區，直屬聖座。
宗座代牧區於1917年12月1日成立，管轄範圍包括貝尼省大部份地區。宗座代牧區於2010年有教友164,808人（佔轄區總人口80.0%）、三十個堂區和廿二名司鐸。宗座代牧現時出缺，輔理主教為羅勃·博爾迪，榮休宗座代牧為儒略·瑪利亞·埃利亞斯-蒙托亞。